# Professor Lupércio
Lupércio Carlos do Nascimento (Recife, 15 de novembro de 1967), mais conhecido como Professor Lupércio, é um político pernambucano filiado ao Partido Social Democrático (PSD). Foi prefeito de Olinda de 2017 a 2025.

## Carreira
Lupércio ingressou na política através do movimento estudantil, chegando a se tornar presidente do DCE da FUNESO (Fundação de Ensino Superior de Olinda), instituição na qual se formou em Matemática. Além disso, ele é bacharel em Direito pela FOCCA e possui pós-graduação em Matemática.
Concorreu à vereança de Olinda três vezes: em 2004, pelo PTN, sendo eleito; em 2008, pelo PDT, perdendo a eleição; e em 2012, pelo PV, sendo eleito com a maior votação da história da cidade. Em 2014, foi eleito deputado estadual pelo Solidariedade. Em 2016, foi eleito prefeito de Olinda pelo Solidariedade, ao derrotar Antônio Campos, do Partido Socialista Brasileiro (PSB). Foi reeleito em 2020, ao derrotar João Paulo, do Partido Comunista do Brasil (PCdoB).
Nas eleições de 2024, apoiou sua ex-secretária de Desenvolvimento Econômico, Mirella Almeida, do PSD, para a sucessão da prefeitura. Mirella foi eleita com 51,38% dos votos válidos no segundo turno, numa eleição acirrada contra o candidato oposicionista Vinícius Castello, do PT.
No final de 2024, ao fazer um balanço de sua gestão, afirmou suas pretensões de candidatar-se a uma vaga no legislativo em 2026.